# Shajapur
Shajapur é uma cidade e um município no distrito de Shajapur, no estado indiano de Madhya Pradesh.

## Geografia
Shajapur está localizada a 23° 26′ N, 76° 16′ L. Tem uma altitude média de 443 metros (1 453 pés).

## Demografia
Segundo o censo de 2001, Shajapur tinha uma população de 50 086 habitantes. Os indivíduos do sexo masculino constituem 52% da população e os do sexo feminino 48%. Shajapur tem uma taxa de literacia de 70%, superior à média nacional de 59,5%: a literacia no sexo masculino é de 77% e no sexo feminino é de 63%. Em Shajapur, 15% da população está abaixo dos 6 anos de idade.